# Tulski
Tulski o Tullski - Тульский (rus) és un possiólok de la República d'Adiguèsia, a Rússia. Es troba a la vora del riu Bélaia. És a 12 km al sude Maikop.
Pertany a aquest municipi el poble de Makhoixepoliana.

## Demografia

### Evolució demogràfica
| 1989  | 2002   | 2007   | 2010   | 2014   |
| ----- | ------ | ------ | ------ | ------ |
| 9,538 | 10 610 | 10 400 | 10 732 | 10 887 |